# Тактильні відчуття
Тактильні відчуття — відчуття доторку й тиску. У взаємодії людини з довкіллям вони відіграють велику роль, оскільки сигналізують про присутність того чи іншого подразника, який контактує з поверхнею тіла.
Дотикові (тактильні) відчуття виникають унаслідок дії механічних подразників на поверхню шкіри. Вони належать до групи шкірних відчуттів. Необхідною умовою їхнього виникнення є контакт з об'єктивним подразником, тиск на шкіру, що спричинює її деформацію. Периферичний тактильний аналізатор створюють нервові закінчення в шкірі. Останні з'єднуються з мозковою частиною аналізатора за допомогою провідного шляху (чутливі нервові волокна), який проходить через спинний мозок, стовбур головного мозку, зоровий горб у кору великого мозку. Відсутність відчуттів тиску й ваги називають абарестезією, м'язово-суглобового відчуття — абатестезією.